# آرتون
آرتون روستایی است از توابع بخش طالقان شهرستان طالقان در استان البرز ایران.

## جمعیت
این روستا در دهستان میان طالقان قرار داشته و براساس سرشماری سال ۱۳۸۵جمعیت آن ۳۵۸نفر (۹۱خانوار) بوده‌است.

## زبان
مردم روستای آرتون همچون روستای دنبلید تات‌زبان هستند.

## موقعیت
این روستای کوچک، در انتهای مسیر میان طالقان بعد از دنبلید می‌باشد. این روستا از قدیمی‌ترین روستاهای طالقان است.